# کفر صقر
کفر صقر
کفر صقر نام شهر و شهرستانی در استان شرقیه مصر است.